# Yuki Ogura
 (octobre 2020).
Si vous disposez d'ouvrages ou d'articles de référence ou si vous connaissez des sites web de qualité traitant du thème abordé ici, merci de compléter l'article en donnant les références utiles à sa vérifiabilité et en les liant à la section « Notes et références ».
Pour les articles homonymes, voir Ogura.
Yuki Ogura (小倉 遊亀, Ogura Yuki, 1er mars 1895 - 23 juillet 2000) est une peintre nihon-ga de l'ère Shōwa du Japon, connue pour ses bijin-ga.

## Biographie
Née à Ōtsu, préfecture de Shiga, au Japon, Yuki Mizoguchi (son nom de jeune fille) est diplômée de l'école normale féminine de Nara (prédécesseur de l'université pour femmes de Nara). Elle est institutrice mais son intérêt pour l'art l'amène à étudier auprès Yasuda Yukihiko, le fameux peintre nihon-ga en 1920.
En 1926, son tableau Kyuri (« concombre ») est sélectionné par l'institut japonais des beaux-arts (Nihon Bijutsuin) pour une exposition Inten. Ogura devient la première femme membre de l'Académie japonaise des beaux-arts en 1932. Elle est spécialisée dans les scènes familiales gracieuses, les natures mortes et les images de femmes. Au cours des années 1950 et 1960, elle peint de nombreux grands portraits en nu d'amis et de membres de sa famille. Bien qu'Ogura ne se départe jamais du cadre traditionnel du style nihon-ga, ses peintures figuratives sont souvent décrites par les critiques contemporains comme « modernes », à la fois dans le style et le contenu.
Artiste très prolifique, elle est choisie en 1976 pour devenir membre de l'Académie japonaise des arts (Nihon Geijitsu-in), institution dont elle devient plus tard présidente honoraire. Elle reçoit l'Ordre de la Culture en 1980, titre dont elle est une des deux seules femmes peintres récipiendaires (l'autre étant la peintre nihon-ga Uemura Shōen) à être ainsi honorée.
Son studio et sa demeure se trouvent à Kamakura où elle réside et meurt à l'âge avancé de 105 ans.

## Quelques œuvres
- Yuami Onna (« Femmes à la toilette », 1938)
- Oyako (« Mère et son enfant », 1961)
- maiko (« Apprentie geisha », 1962)